# Neues aus Waldhagen

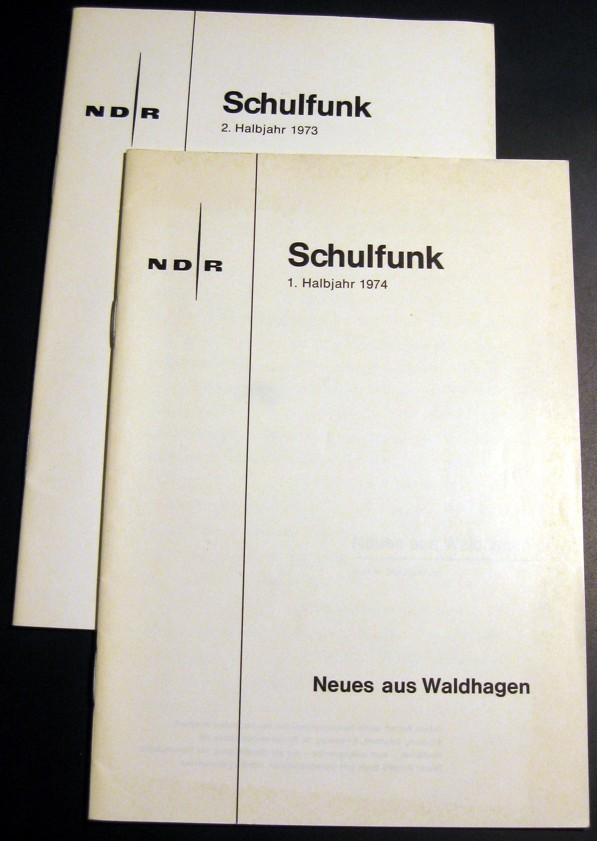
Begleithefte zur Sendung

Neues aus Waldhagen war eine Schulfunkreihe, die von 1955 bis 1985 vom NDR ausgestrahlt wurde. Das Ziel war eine Art Gemeinschaftskunde für Anfänger, und die Zielgruppe waren Kinder vom 4. bis zum 6. Schuljahr. Zu den Sendungen wurden halbjährlich Begleithefte herausgegeben, die zusätzliche Informationen für Lehrer enthielten.

## Geschichte
Die Erstsendung erfolgte am 11. November 1955 vom NWDR (später NDR); die Sendungen waren zwischen 20 und 30 Minuten lang. Der Erfinder, Redakteur und bis 1978 auch Regisseur der Reihe war Gernot Weitzl. Zu den Autoren der Sendung gehörten Charlotte Drews-Bernstein und Tilly Hütter.
Im März 1985 wurde die Sendung nach 318 Folgen eingestellt.

## Sprecher
Neben dem Erzähler Heinz Reincke und Rudolf Beiswanger, dem Sprecher der Hauptfigur Bauer Piepenbrink, waren viele Schauspieler des Hamburger Ohnsorg-Theaters zu hören, unter ihnen Heidi Kabel (Emma Piepenbrink), Rudolf Beiswanger (Paul Piepenbrink), Otto Lüthje (Dorfschuster Emil Ziesemann), Aline Bußmann (Käthe Ziesemann), Henry Vahl (Opa Negenborn), Heinz Lanker (Eduard Grothe), Hilde Sicks (Anna Grothe – gemeinsam mit Ehemann Eduard: Wirtsleute des Dorfgasthofes Zum fetten Ochsen), Karl-Heinz Kreienbaum (Landarzt Dr. Kraus) und Carl Voscherau (Bürgermeister Ludwig Kienappel).

## Inhalte
In der Erstsendung wurde der fiktive Ort Waldhagen mit seinen typischen Figuren vorgestellt. Es traten in Erscheinung: der Bürgermeister, der Wirt vom Gasthaus Zum Fetten Ochsen, der Arzt und ein Dorfpolizist – weiterhin Bauern und deren Ehefrauen, Großeltern und Kinder mit unterschiedlichen Temperamenten. Wie auch in der Lindenstraße oder anderen Fernseh-Soaps später, konnte das Publikum die Schicksale der Figuren über Jahre mitverfolgen.

## Berichte
- Neues aus Waldhagen 2005, Rückblick auf ein Schulfunkdorf 1955–1985. Sprecher: Heinz Reincke, Regie: Charlotte Drews-Bernstein, Produktion: Norddeutscher Rundfunk. Sendetermin: 1.  Januar 2006, NDR.